# Право на анонимность
Право на анонимность —  предоставленное нормативными актами государства, в котором проживает гражданин, право на осуществление различного рода действий в информационно - телекоммуникационной сети интернет без раскрытия персональных данных пользователя в сети интернет (личности).  

## Сущность термина
В России данное право косвенно предоставлено в части 2 статьи 23 Конституции Российской Федерации - тайна переписки, телефонных переговоров, почтовых, телеграфных и иных сообщений. Ограничение этого права допускается только на основании судебного решения. Конституционная тайна связи распространяется в том числе и на сообщения в электронной форме.
Однако на данный момент в России доминирует движение в направлении деанонимизации пользователей сети "Интернет".

## Право на анонимность в России
В России, в статье 23 Конституции Российской Федерации   указано: “Каждый имеет право на неприкосновенность частной жизни, личную и семейную тайну, защиту своей чести и доброго имени. Каждый имеет право на тайну переписки, телефонных переговоров, почтовых, телеграфных и иных сообщений. Ограничение этого права допускается только на основании судебного решения.
В стратегии развития информационного общества в Российской Федерации на 2017 - 2030 годы, утвержденной Указом Президента РФ от 9 мая 2017 г. № 203 к праву на анонимность относятся критически.
В части 2 статьи 10 Федерального закона от 27.07.2006 N 149-ФЗ (ред. от 30.12.2021) "Об информации, информационных технологиях и о защите информации"говорится о том, что информация, распространяемая без использования средств массовой информации, должна включать в себя достоверные сведения о ее обладателе или об ином лице, распространяющем информацию, в форме и в объеме, которые достаточны для идентификации такого лица. Владелец сайта в сети "Интернет" обязан разместить на принадлежащем ему сайте информацию о своих наименовании, месте нахождения и адресе, адресе электронной почты для направления заявления, указанного в статье 15.7 Федерального закона от 27.07.2006 N 149-ФЗ (ред. от 30.12.2021) "Об информации, информационных технологиях и о защите информации", а также вправе предусмотреть возможность направления этого заявления посредством заполнения электронной формы на сайте в сети "Интернет".
В 2016 году был принят  «пакет Яровой» (Федеральный закон от 6 июля 2016 г. № 374-ФЗ «О внесении изменений в Федеральный закон „О противодействии терроризму“ и отдельные законодательные акты Российской Федерации в части установления дополнительных мер противодействия терроризму и обеспечения общественной безопасности»  и Федеральный закон от 6 июля 2016 г. № 375-ФЗ «О внесении изменений в Уголовный кодекс Российской Федерации и Уголовно-процессуальный кодекс Российской Федерации в части установления дополнительных мер противодействия терроризму и обеспечения общественной безопасности»), предполагающий хранение всей электронной переписки, звонков,  без предварительного судебного акта и о предоставлении всех вышеперечисленных сведений правоохранительным органам. В продолжение “Доктрины информационной безопасности”, принятой еще в декабре 2016 года, Президент России в мае 2017 года подписал разработанную Советом безопасности РФ «Стратегию развития информационного общества на 2017-2030 годы». В п.34 документа указано, что для развития сети Интернет и информационной инфраструктуры РФ необходимо проводить мероприятия на международном уровне, в том числе «создать новые механизмы партнерства, призванные с участием всех институтов общества выработать систему доверия в сети Интернет, гарантирующую конфиденциальность и личную безопасность пользователей, конфиденциальность их информации и исключающую анонимность, безответственность пользователей и безнаказанность правонарушителей в сети Интернет». Очевидно, что в контексте принятой стратегии, анонимность рассматривается как порок сетевых коммуникаций, позволяющий преступникам и правонарушителям уходить от установленной законом ответственности.
Появилось понятие «организаторов распространения информации» — это владельцы сетевых сервисов, веб-сайтов и разработчики ПО, которых обязали ФСБ и Роскомнадзор осуществлять сбор метаданных своих пользователей (все действия и взаимодействия), их хранение и предоставление по первому требованию компетентным органам.

## Развитие права на анонимность в мире
На примере Китая можно отследить развитие права на анонимность в развивающихся странах мира. В середине октября 2019 года китайское правительство объявило о введении «фейс-контроля» для интернет-пользователей. Китайским гражданам придется проходить процедуру сканирования лица при подаче заявки на получение мобильных или интернет-услуг, чтобы в последующем облегчить идентификацию. Министерство промышленности и информационных технологий Китая (MIIT), которое является государственным подразделением, отвечающим за контроль над использованием интернета и других технологий, отмечает, что это решение было принято в рамках мер по «защите законных прав и интересов граждан в киберпространстве» и по предотвращению мошенничества. Пока что граждане Китая при входе во всемирную сеть идентифицируют себя с помощью удостоверения личности, однако его слишком легко подделать, считают чиновники.